# Nightmare Circus
Nightmare Circus est un jeu vidéo de plates-formes sorti en 1995 sur Mega Drive. Le jeu a été développé par Funcom et édité par Sega.

## Système de jeu
Le jeu est un mélange de jeu de plateforme et de beat them all : un indien pratiquant les arts martiaux se promène dans un cirque maudit et affronte les truands, les fantômes, les esprits, les démons et les monstres qui l'attaquent en permanence.

## Réception
En décembre 2014, l'émission Joueur du Grenier y consacre un épisode.